# 石尖胸科
石尖胸科（学名：Cryptophialidae）也称石尖胸藤壶科，为石尖胸目的一个科。为该目的惟一科，有2个属、至少20个物种。

## 下级分类
本科包括以下属：
- Australophialus Tomlinson, 1969
- 石尖胸藤壶属 Cryptophialus Darwin, 1854